# Collège Columbia de New York
Le Columbia College est le plus ancien collège de premier cycle de l'université Columbia, une université de recherche privée de l'Ivy League à New York.
Situé sur le campus principal de l'université à Morningside Heights dans l' arrondissement de Manhattan, il a été fondé par l'Église d'Angleterre en 1754 sous le nom de King's College par une charte royale du roi George II de Grande-Bretagne. Il s'agit du programme de premier cycle traditionnel de l'université Columbia, offrant des diplômes de BA. Il est particulièrement sélectif, avec moins de quatre pour cent des candidats se voyant offrir l'admission à partir de 2022. C'est la plus ancienne institution d'enseignement supérieur de l'État de New York et du cinquième plus ancienne des États-Unis,,,.

## Histoire
Le Columbia College a été fondé sous le nom de King's College, par une charte royale du roi George II de Grande-Bretagne, dans la province de New York en 1754.
Le collège a choisi Samuel Johnson pour être son premier président. Il a également été le premier (et pour un temps seulement) professeur du collège. Pendant cette période, les cours et les examens, tant oraux qu'écrits, se déroulaient entièrement en latin.
En 1760, le collège déménage du site de Trinity Church pour un autre le long de Park Place, près des communs de la ville et de l'actuel hôtel de ville de New York.
En 1767, Samuel Bard crée une faculté de médecine à l'école, de nos jours connue sous le nom de Columbia University College of Physicians and Surgeons, qui a été la première école de médecine à décerner le doctorat en médecine (MD) en Amérique.
En raison de la guerre d'indépendance américaine, l'enseignement est suspendu de 1776 à 1784, mais au début de la guerre, le collège avait déjà formé certains des principaux dirigeants politiques du pays. Même à ce jeune âge, King's College avait déjà formé Alexander Hamilton, qui a servi comme assistant militaire du général George Washington, initié et auteur de la plupart des Federalist Papers, puis premier secrétaire au Trésor ; John Jay, auteur de plusieurs des Federalist Papers et premier juge en chef des États-Unis ; Robert Livingston, l'un des membres de la Commission des Cinq qui a rédigé la déclaration d'indépendance ; et Gouverneur Morris, auteur de la majeure partie de la Constitution des États-Unis.
La première expérience d'Hamilton avec l'armée survient alors qu'il est étudiant au cours de l'été 1775, après le déclenchement des combats à Boston. Avec Nicholas Fish, Robert Troup et un groupe d'autres étudiants du King's College, il rejoint une compagnie de milice volontaire appelée « Hearts of Oak » et atteint le grade de lieutenant. Ils adoptent des uniformes distinctifs, avec les mots « Liberty or Death » sur leurs bandeaux, et s'entraînent sous l'œil attentif d'un ancien officier britannique dans le cimetière de la chapelle Saint-Paul à proximité. En août 1775, sous le feu de l' HMS Asia, ils participent au succès de The Battery.
Avec le succès du traité de Paris en 1783, la situation intérieure est suffisamment stable pour que le collège reprenne ses cours en 1784. Avec l'indépendance de la nouvelle nation du Royaume de Grande-Bretagne, le nom de l'institution est changé de King's College à Columbia College.
Le collège est brièvement agréé en tant qu'institution d'État, ce qui ne dure que jusqu'en 1787, date à laquelle, en raison d'un manque de soutien financier public, l'école est autorisée à se constituer en société sous un conseil d'administration privé. Cette charte de 1787 reste en vigueur.